# Australopsyllus fallax
Australopsyllus fallax is een eenoogkreeftjessoort uit de familie van de Thaumatopsyllidae. De wetenschappelijke naam van de soort is voor het eerst geldig gepubliceerd in 1994 door McKinnon.